# Armand Puig i Tàrrech
Armand Puig i Tàrrech (* 9. března 1953, La Selva del Camp, Katalánsko) je španělský katolický kněz a profesor teologie, který je od 5. června 2023 prezidentem Agentury Svatého Stolce pro hodnocení a rozvoj kvality církevních univerzit a fakult. 